# Provincia di Mariscal Nieto
La provincia di Mariscal Nieto è una provincia del Perù, situata nella regione di Moquegua.

## Geografia antropica

### Suddivisioni amministrative
È divisa in sei distretti:
- Carumas
- Cuchumbaya
- Moquegua
- Samegua
- San Cristóbal
- Torata